# Célestin Nanteuil
Célestin Nanteuil (ursprungligen Lebœuf), född 11 juli 1813, död 6 september 1873, var en fransk målare och grafiker. Han var bror till Charles-François Lebœuf. 
Nanteuil, som var elev till Eustache-Hyacinthe Langlois och Jean-Auguste-Dominique Ingres, gjorde främst religiösa och historiska kompositioner samt genremotiv, och blev känd genom sina fantasirika illustrationer till verk av Victor Hugo, Alexandre Dumas den äldre och Théophile Gautier med flera. Nanteuils illustrationer och grafiska blad kännetecknas av stark romantisk känsla och viss strävan efter det fantastiska.